# Alor Island Airport
Alor Island Airport (engelska: Mali Airport) är en flygplats i Indonesien. Den ligger i den sydöstra delen av landet, 2 000 km öster om huvudstaden Jakarta. Alor Island Airport ligger 12 meter över havet. Den ligger på ön Alor Island.
Terrängen runt Alor Island Airport är kuperad söderut, men åt nordost är den platt. Havet är nära Alor Island Airport åt nordost.